# Bromio (Zu)
Bromio è il primo album del gruppo musicale italiano Zu, pubblicato nel 1999.
Nel disco compare Roy Paci alla tromba.

## Tracce
1. Detonatore – 3:36
2. Xenitis – 3:12
3. Testa di Cane – 3:06
4. Paonazzi – 1:20
5. Zu Circus – 3:42
6. Asmodeo – 4:06
7. Cane Maggiore – 3:25
8. Epidurale – 1:52
9. Villa Belmonte – 2:55
10. Erotomane – 4:26
11. La Grande Madre Delle Bestie – 5:44

## Formazione
- Luca Mai - sax baritono
- Massimo Pupillo - basso
- Jacopo Battaglia - batteria

## Ospiti
- Roy Paci - tromba